# Lophotriccus vitiosus
A Lophotriccus vitiosus a madarak osztályának a verébalakúak (Passeriformes) rendjébe, a királygébicsfélék (Tyrannidae) családjába tartozó faj.

## Rendszerezése
A fajt Outram Bangs és Thomas Edward Penard írta le 1921-ben, a Cometornis nembe Cometornis vitiosus néven. Besorolása vitatott, egyes szervezetek az Oncostoma nembe sorolják Oncostoma vitiosum néven.

## Alfajai
- Lophotriccus vitiosus affinis Zimmer, 1940
- Lophotriccus vitiosus congener Todd, 1925
- Lophotriccus vitiosus guianensis Zimmer, 1940
- Lophotriccus vitiosus vitiosus (Bangs & T. E. Penard, 1921)[1]

## Előfordulása
Brazília, Kolumbia, Ecuador, Francia Guyana, Guyana, Peru és Suriname területén honos. A természetes élőhelye szubtrópusi és trópusi síkvidéki esőerdők és mocsári erdők.

## Megjelenése
Testhossza 10 centiméter, testtömege 6,8-8,5 gramm.

## Életmódja
Főleg rovarokkal táplálkozik.